# Манастир Свете Тројице у Габровцу
Манастир Свете Тројице у Габровцу припада Епархији нишкој Српске православне цркве и представља непокретно културно добро као споменик културе.. Налази се на територији градске општине Палилула у Нишу и подигнут је у време нишког митрополита Григорија 1833. године на темељима манастира посвећеног Пресветој Богородици из 13. века.

## Историја и архитектура
Сматра се да је манастир подигао неко од властеле са двора Немањића, у којем је цар Душан причестио своју војску 1330. године, непосредно пре битке код Велбужда. Манастир је запустео у време Велике сеобе Срба, а обновљен је почетком 19. века. Ктитор манастира био је угледни нишки трговац кир Коста Тодоровић, да би био разорен у време нишке буне 1841. године. Пред ослобођење Ниша од турске владавине, од 1874. до 1877. године, манастир је био место окупљања нишких устаника које су предводили Никола Коле Рашић и прота Петар Икономовић. У њему се крило оружје које је тајно преношено из Србије.
Црква је обновљена 1873. године, када је дограђен дрвени трем, а црква живописана. Живопис манастира је интересантан по начину и избору приказаних ликова међу којима су Милош Обилић, Свети кнез Лазар,као и Коста Тодоровић, ктитор новоподигнутог храма. Поред манастира се налази лепа чесма коју је 1737. године подигао непознати занатлија из Ниша. Нови конак саграђен је 1874. године. Крај манастира је сахрањена већина српских војника који су пали у децембру 1877. године пред Нишом,у борбама против Турака.
На молбу мештана села Габровац, 31. октобра 1909. године манастир је претворен у парохијску цркву, одлуком Светог архијерејског сабора. Манастир је 1924. био одређен за боравак слепих девојака.